# Liste der Baudenkmäler in Marktschellenberg
Auf dieser Seite sind die Baudenkmäler in dem oberbayerischen Markt Marktschellenberg zusammengestellt. Diese Tabelle ist eine Teilliste der Liste der Baudenkmäler in Bayern. Grundlage ist die Bayerische Denkmalliste, die auf Basis des Bayerischen Denkmalschutzgesetzes vom 1. Oktober 1973 erstmals erstellt wurde und seither durch das Bayerische Landesamt für Denkmalpflege geführt wird. Die folgenden Angaben ersetzen nicht die rechtsverbindliche Auskunft der Denkmalschutzbehörde.

## Ensembles

### Ensemble Ortskern Marktschellenberg

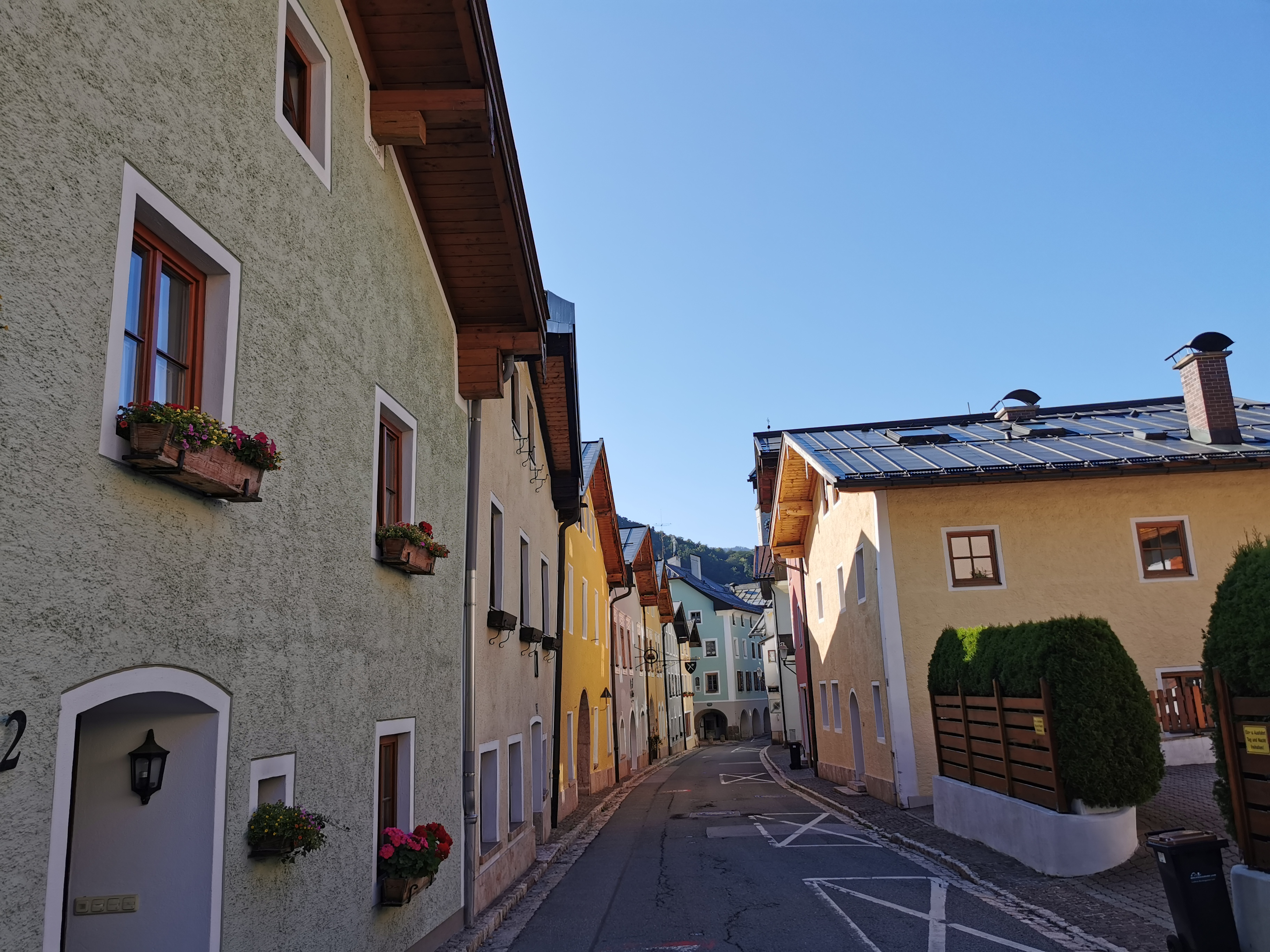

Das Ensemble umfasst den nördlich der Berchtesgadener Ache gelegenen Teil des Marktortes. Es handelt sich um den Zug der alten Haupt- und Durchgangsstraße zwischen der Achenbrücke im Süden und dem Ende der geschlossenen Bebauung im Norden.
Die Siedlung entwickelte sich in dem engen, oft gefährdeten Talgrund der Ache, nachdem Ende des 12. Jahrhunderts am Dürrenberg und 1212 am Goldenbach Salzquellen entdeckt worden waren, deren Sole durch Holzrinnen zur Versiedung in eine von der Propstei Berchtesgaden errichteten Pfannstätte bei dem 1212
zuerst genannten Ort Schellenberg geleitet wurde. Schon im 13. Jahrhundert zum Markt erhoben, entfaltete sich der Ort zu beiden Seiten des Flusses, wobei das Schwergewicht mit der Pfarrkirche, dem kleinen, jetzt veränderten Marktplatz und der 1906 abgebrochenen, schon 1805 aufgelösten Saline auf der Südseite lag, während die Nordseite vorwiegend durch die geschlossene Bebauung mit bürgerlichen, im Kern oft bis in das Spätmittelalter zurückreichenden Wohnbauten zu beiden Seiten der engen Alten Salzburger Straße geprägt ist. Die durchgehend verputzten, in wenigen Beispielen durch klassizistischen Fassadenstuck ausgezeichneten Bauten besitzen meist vorkragende Flachsatteldächer.
Im Südteil des Ensembles herrscht dreigeschossige Bauweise vor, das Straßenbild besitzt hier urbanen Charakter; im Nordteil ist nur die Ostseite mit wesentlich bescheideneren Wohnhäusern des 18./19. Jahrhunderts bebaut, während sich an der Westseite Gärten ausdehnen. In diesem Bereich setzen die Walmdachbauten des Pfarrhofs und des ehemaligen Salinenamtes besondere Akzente.
Eine besondere Ansicht des Ensembles ergibt sich vom nördlichen Kopf der historischen Achenbrücke, wo das im Heimatstil 1915 ausgebaute Angererhaus und die beiden, durch Erdgeschoßarkaden ausgezeichneten Gemeindehäuser eine gemeinsame Front nach Süden ausbilden.
Aktennummer: E-1-72-124-1

## Baudenkmäler nach Gemeindeteilen

### Marktschellenberg
| Lage                                                             | Objekt                                                                                      | Beschreibung | Akten-Nr.     | Bild           |
| ---------------------------------------------------------------- | ------------------------------------------------------------------------------------------- | --- | ------------- | -------------- |
| B305 (Standort)                                                  | Kreuzigungsgruppe                                                                           | spätgotische Christusfigur, aus Holz, farbig gefasst, wohl 16. Jh., zwei Schächerfiguren, aus Holz, 19. Jh. | D-1-72-124-69 | BW             |
| Ettenberger Straße 23 und 23 1/2 (Standort)                      | Ehemals fürstpröpstlicher Ansitz Friedensberg                                               | zweigeschossiger massiver Bau, 1. Hälfte 18. Jahrhundert, Flachsatteldach nach Brand 1832 erneuert, Umgestaltungen 2. Hälfte 19. Jahrhundert | D-1-72-124-22 | BW             |
| Marktplatz (Standort)                                            | Kriegergedächtnisstätte zur Erinnerung an die Gefallenen des Ersten und Zweiten Weltkrieges | Brunnenanlage mit Säule und zwei gedrungenen flankierenden Pfeilern mit Inschriftentafeln, 1923 | D-1-72-124-31 | BW             |
| Marktplatz 1 (Standort)                                          | Kriegerdenkmal für die Gefallenen von 1870/71                                               | polygonaler Pfeiler auf Postament, Gusseisen, im neugotischen Stil, letztes Viertel 19. Jahrhundert | D-1-72-124-30 | BW             |
| Marktplatz 1 (Standort)                                          | Bildstock, sogenannte Pestsäule                                                             | Sandsteinpfeiler mit Laterne aus Rotmarmor, bezeichnet mit dem Jahr 1626 | D-1-72-124-29 | BW             |
| Marktplatz 1 (Standort)                                          | Katholische Pfarrkirche St. Nikolaus                                                        | neugotischer Saalbau mit eingezogenem Polygonalchor und angeschlossener Sakristei, von Johann Marggraf, 1870/71, Westturm des Vorgängerbaus, 1521; mit Ausstattung | D-1-72-124-28 | weitere Bilder |
| Marktplatz 11 (Standort)                                         | Ehemals Gasthaus                                                                            | breit gelagerter dreigeschossiger Schopfwalmdachbau mit eingezogener Giebellaube, Erker und Rotmarmorportal, im barockisierenden Heimat- und Jugendstil von Georg Zimmermann, Fassadenmalerei von Richard Troll, 1909 als weitgehender Neubau über älterem Kern errichtet, am Portal bezeichnet | D-1-72-124-32 | BW             |
| Messerergasse 4 (Standort)                                       | Ehemals Wohn- und Geschäftshaus                                                             | dreigeschossiger verputzter Flachsatteldachbau mit Putzgliederung und Eisenbalkonen, um 1910 | D-1-72-124-34 | BW             |
| Messerergasse 6 (Standort)                                       | Wohnhaus                                                                                    | dreigeschossiger massiver Flachsatteldachbau mit Putzgliederung und Spion, Mitte 19. Jahrhundert | D-1-72-124-33 | BW             |
| Goldbichl; Salzburger Straße 40; Salzburger Straße 44 (Standort) | Stützmauer                                                                                  | aus Kalksteinquadern, bezeichnet mit 1810 und 1866 | D-1-72-124-21 | BW             |
| Salzburger Straße 1 (Standort)                                   | Ehemals Bäckerei, jetzt Wohn- und Geschäftshaus, sogenanntes Angererhaus                    | dreigeschossiger massiver Schopfwalmdachbau mit Kniestock, Erkern, Loggia und reicher Fassadengestaltung, quer angeschlossener dreigeschossiger Flügel mit Schopfwalmdach und verbrettertem Giebel, von Georg Zimmermann, 1915                                                                  | D-1-72-124-14 | BW             |
| Salzburger Straße 2 (Standort)                                   | Gedenktafel                                                                                 | zur Erinnerung an den Bau der Saline von Schellenberg, Rotmarmor, bezeichnet mit dem Jahr 1592 | D-1-72-124-12 | BW             |
| Nähe Salzburger Straße 2, Berchtesgadener Ache (Standort)        | Brückenfigur Hl. Johann Nepomuk                                                             | steinernes Standbild, um 1730/40 | D-1-72-124-13 | BW             |
| Salzburger Straße 4 (Standort)                                   | Ehemals Wohn- und Kontorhaus, sogenannter Krueger                                           | dreigeschossiger verputzter Traufseitbau mit Schopfwalmdach und Kniestock, Erdgeschossarkaden und marmornen Fensterstöcken, 17./18. Jahrhundert | D-1-72-124-11 | BW             |
| Salzburger Straße 6 (Standort)                                   | Wohnhaus                                                                                    | schmaler dreigeschossiger Giebelbau mit Flachsatteldach und marmornen Fensterstöcken, 17./18. Jahrhundert | D-1-72-124-10 | BW             |
| Salzburger Straße 9 (Standort)                                   | Wohnhaus                                                                                    | breit gelagerter dreigeschossiger Giebelbau, verputzt, mit Flachsatteldach, 17./18. Jahrhundert | D-1-72-124-16 | BW             |
| Salzburger Straße 12 (Standort)                                  | Ehemals Bürgerhaus, sogenanntes Pfadlsteinerhaus, dann Gasthof                              | zweigeschossiger massiver Giebelbau mit Flachsatteldach und spätgotischem Spitzbogenportal, 16. Jahrhundert, klassizistische Putzgliederung Anfang 19. Jahrhundert | D-1-72-124-8  | BW             |
| Salzburger Straße 14 (Standort)                                  | Wohn- und Geschäftshaus, sogenannter Hofmetzger                                             | zweigeschossiger massiver Giebelbau mit Flachsatteldach und marmornen Fensterstöcken, 17. Jahrhundert, klassizistische Putzgliederung Anfang 19. Jahrhundert, Festsaal im Obergeschoss, um 1930                                                                                                 | D-1-72-124-7  | BW             |
| Salzburger Straße 16 (Standort)                                  | Ehemals Forstamt                                                                            | zweigeschossiger massiver Giebelbau mit Flachsatteldach und marmornem Rundbogenportal, wohl 17. Jahrhundert | D-1-72-124-6  | BW             |
| Salzburger Straße 17 (Standort)                                  | Wohnhaus                                                                                    | zweigeschossiger verputzter Giebelbau mit Flachsatteldach, 1. Hälfte 19. Jahrhundert | D-1-72-124-18 | BW             |
| Salzburger Straße 24 (Standort)                                  | Ehemals Salinenverwaltung, jetzt Pfarrheim                                                  | dreigeschossiger massiver Walmdachbau mit Portal aus Rotmarmor, 16. Jahrhundert | D-1-72-124-4  | BW             |
| Salzburger Straße 24 (Standort)                                  | Brunnen                                                                                     | aus Achthaler Eisenguss, 19. Jh. | D-1-72-124-74 | BW             |
| Salzburger Straße 36 (Standort)                                  | Wohnhaus des ehemaligen Pfarrhofs                                                           | dreigeschossiger verputzter Walmdachbau mit barockem Wandfresko, 17./18. Jahrhundert | D-1-72-124-2  | BW             |

### Landschellenberg

#### Ettenberg
| Lage                                | Objekt                                                                  | Beschreibung | Akten-Nr.     | Bild                                           |
| ----------------------------------- | ----------------------------------------------------------------------- | --- | ------------- | ---------------------------------------------- |
| Flurkapelle (Standort)              | Flurkapelle, sogenanntes Hohes Kreuz                                    | weit geöffnete Nische mit Walmdach und Kreuzigungsgruppe, 1. Hälfte 18. Jahrhundert; mit Ausstattung | D-1-72-124-38 | BW                                             |
| Hinterettenberg 4 (Standort)        | Bauernhaus, Einfirsthof, sogenanntes Scheberer- oder Unteres Ludl-Lehen | zweigeschossiger Flachsatteldachbau mit Blockbau-Obergeschoss und umlaufender Laube, 17./18. Jahrhundert                                                                                                  | D-1-72-124-42 | BW                                             |
| Hinterettenberg 6 (Standort)        | Hofkapelle, sogenannte Lehenkapelle                                     | kleiner verputzter Kapellenbildstock mit Satteldach, 18. Jahrhundert; mit Ausstattung | D-1-72-124-44 | BW                                             |
| Hinterettenberg 6 (Standort)        | Ehemals Bauernhaus, Einfirstanlage, sogenanntes Lehengut                | zweigeschossiger verputzter Flachsatteldachbau mit verbrettertem Giebel und Laube, bezeichnet mit 1836, im Kern älter                                                                                     | D-1-72-124-43 | BW                                             |
| Roßboden 2, Rothmannbach (Standort) | Ehemals Wassermühle, sogenannte Rottmanngrabenmühle                     | zweigeschossiger Flachsatteldachbau mit zum Teil verputztem Blockbau-Obergeschoss, im Innern bezeichnet mit 1712; ausgemauerter Mühlbach, gleichzeitig                                                    | D-1-72-124-41 | BW                                             |
| Vorderettenberg 7 (Standort)        | Katholische Wallfahrtskirche Mariä Heimsuchung                          | einschiffiger Bau mit eingezogener Apsis, angefügter zweigeschossiger Sakristei und seitlichen Apsidenkapellen, von Peter Schaffner, 1723/25, neuromanischer Westturm mit Zeltdach, 1834; mit Ausstattung | D-1-72-124-36 | Katholische Wallfahrtskirche Mariä Heimsuchung |
| Vorderettenberg 9 (Standort)        | Gasthaus                                                                | zweigeschossiger Putzbau mit Krüppelwalmdach, bezeichnet mit dem Jahr 1805 | D-1-72-124-39 | BW                                             |
| In Vorderettenberg (Standort)       | Wallfahrtsladen, sogenannter Lebzelterstand                             | kleiner erdgeschossiger Klaubsteinbau mit einseitig abgeschlepptem Satteldach und Schindeldeckung, wohl 18. Jahrhundert                                                                                   | D-1-72-124-37 | BW                                             |

#### Schaden
| Lage                        | Objekt                                                                                     | Beschreibung | Akten-Nr.     | Bild           |
| --------------------------- | ------------------------------------------------------------------------------------------ | --- | ------------- | -------------- |
| Nähe Hauptstraße (Standort) | Schellenberger Turm, Wachturm der ehemaligen Grenzbefestigungsanlage, sogenannter Passturm | viergeschossiger Quaderbau mit Pyramidendach auf quadratischem Grundriss, 12./13. Jahrhundert                                                                        | D-1-72-124-25 | weitere Bilder |
| Hauptstraße 15 (Standort)   | Ehemals Zollhaus                                                                           | zweigeschossiger Walmdachbau auf hohem Sockelgeschoss mit Rundbogenfenstern, Freitreppe und Putzgliederung, in klassizistischer Formensprache, Mitte 19. Jahrhundert | D-1-72-124-24 | weitere Bilder |

#### Schneefelden
| Lage                                      | Objekt                                                      | Beschreibung | Akten-Nr.     | Bild |
| ----------------------------------------- | ----------------------------------------------------------- | --- | ------------- | ---- |
| Alte Berchtesgadener Straße 23 (Standort) | Ehemals Bauernhaus mit Widerkehr, sogenanntes Weisbachlehen | zweigeschossiger Flachsatteldachbau mit verbrettertem Giebel und marmornen Tür- und Fenstergewänden, 1666, Bildnische mit Marienfigur um 1700, Umgestaltung und Widerkehr, 1. Hälfte 19. Jahrhundert, Dach 1931 | D-1-72-124-64 | BW   |

### Scheffau

#### Mehlweg
| Lage                       | Objekt                                                                  | Beschreibung | Akten-Nr.     | Bild |
| -------------------------- | ----------------------------------------------------------------------- | --- | ------------- | ---- |
| Barmsteinweg 10 (Standort) | Feldkasten des sogenannten Unterbarmsteinlehens                         | zweigeschossiger Blockbau mit flachem Satteldach, 17./18. Jahrhundert | D-1-72-124-50 | BW   |
| Barmsteinweg 11 (Standort) | Getreidekasten des sogenannten Mitterbarmsteinlehens                    | eingeschossiger Blockbau mit flachem Satteldach, 17./18. Jahrhundert | D-1-72-124-49 | BW   |
| Mehlweg 9 (Standort)       | Wohnteil des ehemaligen Bauernhauses, sogenanntes Auer- bzw. Gangllehen | zweigeschossiger Flachsatteldachbau mit Blockbau-Obergeschoss und umlaufender Laube, bezeichnet 1682; Ehemaliger Stallstadel, erdgeschossiger Massivbau mit flachem Satteldach und Kniestock in Ständerbauweise, 17./18. Jahrhundert | D-1-72-124-46 | BW   |
| Mehlweg 10 (Standort)      | Ehemals Bauernhaus, Einfirstanlage, sogenanntes Ertl- bzw. Jodlerlehen  | zweigeschossiger verputzter Flachsatteldachbau mit verputztem Blockbau-Obergeschoss und Putzgliederung, 1672 | D-1-72-124-47 | BW   |
| Mehlweg 17 (Standort)      | Wohnteil eines Bauernhauses, sogenanntes Schmidbacherlehen              | zweigeschossiger Flachsatteldachbau mit Blockbau-Obergeschoss und umlaufender Laube, 1601, Umgestaltung Mitte 19. Jahrhundert | D-1-72-124-48 | BW   |
| Nähe Mehlweg (Standort)    | Hofkapelle, sogenannte Mehlwegkapelle                                   | kleiner Putzbau mit steilem Satteldach, Dachreiter und Lourdesgrotte, Ende 19. Jahrhundert | D-1-72-124-45 | BW   |

#### Neusieden
| Lage                       | Objekt                                                                       | Beschreibung | Akten-Nr.     | Bild |
| -------------------------- | ---------------------------------------------------------------------------- | --- | ------------- | ---- |
| Kraxenbergweg 6 (Standort) | Bauernhaus, Einfirstanlage, sogenanntes Vorderkraxenberglehen                | zweigeschossiger verputzter Flachsatteldachbau mit verbrettertem Giebel und Hochlaube, im Kern 17. Jahrhundert, Umbau 1. Hälfte 19. Jahrhundert | D-1-72-124-52 | BW   |
| Nesseltalweg 6 (Standort)  | Ehemals Bauernhaus, Einfirstanlage, sogenanntes Malter- bzw. Rossknechtlehen | zweigeschossiger verputzter Flachsatteldachbau mit marmornen Fensterstöcken und Hochlaube, im Kern 17. Jahrhundert                              | D-1-72-124-54 | BW   |
| Zillwirth (Standort)       | Wegkapelle, sogenannte Zillkapelle                                           | neugotischer Saalbau mit dreiseitigem Schluss und Dachreiter, bezeichnet mit 1873; mit Ausstattung                                              | D-1-72-124-55 | BW   |

#### Oberstein
| Lage                        | Objekt                                                                       | Beschreibung | Akten-Nr.     | Bild |
| --------------------------- | ---------------------------------------------------------------------------- | --- | ------------- | ---- |
| Alpenstraße 45 (Standort)   | Zwiehof, sogenanntes Krautschneiderlehen                                     | Ehemaliges Wohnstallhaus, zweigeschossiger Putzbau mit Krüppelwalmdach, 1. Hälfte 19. Jahrhundert; Stallstadel, zweigeschossiger Krüppelwalmdachbau mit verbrettertem Obergeschoss, gleichzeitig; Hofkapelle, sogenannte Krautschneiderkapelle, kleiner Putzbau mit weit vorkragendem Krüppelwalmdach und Eckpilaster, bezeichnet 1922; mit Ausstattung | D-1-72-124-59 | BW   |
| Alpenstraße 62 (Standort)   | Wirts- und Wohnhaus des ehemaligen Zwiehofs, sogenannter Anfangswirt         | zweigeschossiger Putzbau mit flachem Satteldach, bezeichnet mit 1748, überformt im 19. Jahrhundert | D-1-72-124-57 | BW   |
| Anfangmühlweg 20 (Standort) | Wohnstallhaus des ehemaligen Zwiehofs, sogenanntes Walser- bzw. Kastnerlehen | zweigeschossige Einfirstanlage mit Flachsatteldach, Blockbau-Obergeschoss und traufseitiger Laube, 1611 | D-1-72-124-60 | BW   |
| Anfangmühlweg 23 (Standort) | Hofkapelle des sogenannten Lohner- bzw. Weinlehen                            | kleiner verputzter Rechteckbau mit Satteldach und Dachreiter, Ende 19. Jahrhundert | D-1-72-124-62 | BW   |
| Greobenweg 4 (Standort)     | Zwiehof, sogenanntes Kreobenlehen bzw. beim Kastenstein                      | zweigeschossiges Wohnstallhaus mit flachem Satteldach, Blockbau-Obergeschoss und Laube, bezeichnet mit 1622; Ehemaliger Stallstadel, erdgeschossiger Putzbau mit Krüppelwalmdach, 18. Jahrhundert | D-1-72-124-61 | BW   |
| Moserlehen (Standort)       | Kapellenbildstock, sogenannte Moserkapelle                                   | kleiner verputzter Massivbau mit Satteldach und Lourdesgrotte, Ende 19. Jahrhundert | D-1-72-124-63 | BW   |

## Ehemalige Baudenkmäler
In diesem Abschnitt sind Objekte aufgeführt, die noch existieren und früher einmal in der Denkmalliste eingetragen waren, jetzt aber nicht mehr.

| Lage                                              | Objekt                                                                                     | Beschreibung | Akten-Nr.              | Bild           |
| ------------------------------------------------- | ------------------------------------------------------------------------------------------ | --- | ---------------------- | -------------- |
| Ettenberg Vorderettenberg 11 (Standort)           | Zwiehof, sogenanntes Kocherlehen                                                           | Wohnstallhaus, eingeschossiger Flachsatteldachbau mit Blockbau-Kniestock und Hochlaube, 17./18. Jahrhundert; Stallstadel, zweigeschossiger Flachsatteldachbau mit Blockbau-Giebel, 19. Jahrhundert, Steinsockel, 17./18. Jahrhundert | D-1-72-124-40          | BW             |
| Oberstein Kugelmühlweg 12 (Standort)              | Ehemals Zuhaus des sogenannten Grafl- bzw. Hammerstiellehen                                | zweigeschossiger Putzbau mit flachem Satteldach, 1. Hälfte 19. Jahrhundert | D-1-72-124-58 Wikidata | weitere Bilder |
| Schaden In Schaden (Standort)                     | Ehemals Hofkapelle des Ansitzes Friedensberg, jetzt katholische Kapelle St. Johann Baptist | langgestreckter schmaler Rechteckbau mit Walmdach und Dachreiter, 1710, weitestgehend erneuert 1798; mit Ausstattung | D-1-72-124-23          | BW             |
| Scheffau (Neusieden) Doffenleitenweg 6 (Standort) | Doffenlehen; Bauernhaus                                                                    | verputzt, First bezeichnet mit dem Jahr 1696 | D-1-72-124-53          | BW             |
| Scheffau (Neusieden) Kraxenbergweg 8 (Standort)   | Hinterkraxenberglehen; Bauernhaus                                                          | zweigeschossiger verputzter, im Giebel und am Wirtschaftsteil offener Blockbau, 17. Jahrhundert | D-1-72-124-51          | BW             |
| Unterstein Tiefenbachstraße 12 (Standort)         | Ehemals Einödhof, Einfirstanlage, sogenanntes Krennlehen bzw. Vorderer Schweighof          | zweigeschossiger verputzter Bau mit Schopfwalmdach, Hochlaube und Putzgliederung, spätes 18. Jahrhundert, Umbau Mitte 19. Jahrhundert                                                                                                | D-1-72-124-65          | BW             |